# Rubenspreis
Der Rubenspreis der Stadt Siegen wird alle fünf Jahre einem Maler/einer Malerin oder einem Grafiker/einer Grafikerin zugesprochen, die sich im europäischen Kunstschaffen durch ein wegweisendes künstlerisches Lebenswerk ausgewiesen haben. Die Auszeichnung erinnert an den Maler-Diplomaten Peter Paul Rubens, der den Gedanken europäischer Einigung in seinem Lebenswerk ausgedrückt hat, lange bevor er politische Realität werden konnte. Peter Paul Rubens – in Siegen geboren, in Köln und Antwerpen aufgewachsen, in Italien künstlerisch gebildet, in Frankreich geschätzt, in Spanien und England als Diplomat tätig gewesen – hat als Hauptmeister der europäischen Barockmalerei jene künstlerischen und europäischen Maßstäbe gesetzt, denen die Preis-Verleihung seit 1957/58 verpflichtet ist. Der Preis war ursprünglich mit 10.000 DM dotiert. Mittlerweile liegt das Preisgeld bei 25.000 €.

## Bisherige Preisträger
- 1957 Hans Hartung
- 1962 Giorgio Morandi
- 1967 Francis Bacon
- 1972 Antoni Tàpies
- 1977 Fritz Winter
- 1982 Emil Schumacher
- 1987 Cy Twombly
- 1992 Rupprecht Geiger
- 1997 Lucian Freud
- 2002 Maria Lassnig
- 2007 Sigmar Polke
- 2012 Bridget Riley[2]
- 2017 Niele Toroni
- 2022 Miriam Cahn[3]

## Der Rubensförderpreis der Stadt Siegen
Der Förderpreis zum Rubenspreis wurde von der Stadt Siegen 1980 zur Förderung des künstlerischen Nachwuchses gestiftet und wird alle fünf Jahre verliehen. Er war ursprünglich mit 2.600 € dotiert und ist mit einer Ausstellung sowie einem Katalog verbunden. Das Preisgeld ist inzwischen auf 5.000 € angestiegen. Ausgelobt werden die Förderpreisträger von einer sich jeweils neu konstituierenden, unabhängigen fünfköpfigen Fachjury, die sich zusammensetzt aus Personen der Kunstkritik, des Museumswesens, der Lehre sowie der Bildenden Kunst. Jeder Juror schlägt bis zu drei Künstlerpersönlichkeiten vor, nach Diskussion und Abstimmung wird die Entscheidung gefällt. 
Die bisherigen Preisträger sind: Max Neumann (1984), Julia Lohmann (1989), Karin Sander (1994), Silke Rehberg (1999), Peter Piller (2004), Diango Hernández (2009), Vajiko Chachkhiani (2014), Lena Henke (2018) und Sung Tieu (2024).